# Cíniras (tirano de Biblos)
Cíniras, segundo a interpretação de alguns autores, foi um tirano da cidade de Biblos, na Fenícia, que foi executado por Pompeu.
A única referência a este tirano é um texto de Estrabão:
Biblos, a residência do rei Cíniras, é consagrada a Adônis. Pompeu a livrou da tirania, ao ordenar que sua cabeça fosse cortada.
Existem duas interpretações para este texto: uma delas é que o tal rei Cíniras é o mesmo rei que foi o pai de Adônis, e outra que Cíniras era o tirano que foi decapitado por Pompeu.
Peter Bayle defende a primeira versão, porque seria improvável que Estrabão citasse um tirano pelo nome e não desse nenhuma outra informação sobre ele; por outro lado, caso Cíniras fosse o rei antigo, pai de Adônis, não seria necessário explicar nada, pois o nome de Cíniras era suficientemente conhecido. Ainda segundo Peter Bayle, este tirano, de nome desconhecido, havia estabelecido sua autoridade após a fragmentação do Reino Selêucida, e quando Tigranes, rei da Armênia, havia conquistado a Síria superior.
A hipóteses de que Cíniras era o nome do tirano de Biblos executado por Pompeu é defendida por William Fleming. Após a Itureia ter sido atacada por Aristóbulo e quando o Reino Selêucida era governado pelos seus últimos e fracos reis, foram criados vários principados independentes, dentre os quais a Itureia, governada por Cíniras, contemporâneo de Pompeu.